# Laura La Plante
Laura La Plante właśc. Laura La Plant (ur. 1 listopada 1904, zm. 14 października 1996) – amerykańska aktorka kina niemego.

## Życiorys
Urodziła się w 1904 roku. Zadebiutowała jako aktorka w wieku 15 lat. Początkowo grywała epizodyczne role w filmach. Pierwszą główną rolę zagrała w kryminale "Crooked Alley" (1923). Sukces filmu sprawił, że zaczęto ją obsadzać częściej w rolach głównych. Pojawiła się m.in. w: "Butterfly" (1924), "Smouldering Fires" (1925), "Her Big Night" (1926). Trwałe miejsce w historii kina zapewniła jej rola w klasycznym horrorze Paula Leni'ego "Kot i kanarek" (1927). 
Kiedy nastała epoka kina dźwiękowego udawało się jej jakiś czas zachować pozycję gwiazdy. Wystąpiła wtedy m.in. w jednym z pierwszych musicali – "Statek komediantów" (1929) oraz w "Królu jazzu" (1930). Jednak stopniowa zmiana gustu publiczności sprawiła, że jej kariera zaczęła coraz bardziej podupadać. Nie wskrzesił jej kariery wyjazd do Londynu, gdzie aktorka zagrała w paru filmach. W 1935 roku Laura postanowiła wycofać się z zawodu aktorki. W późniejszym okresie pojawiała się jednak jeszcze od czasu do czasu na wielkim ekranie. Ostatnim jej filmem był "Spring Reunion" (1957).
Umarła w 1996 roku, mając 92 lata. Bezpośrednią przyczyną jej śmierci była choroba Alzheimera, na którą cierpiała w ostatnim okresie życia. 
Była dwukrotnie mężatką. Jej mężami byli William A. Seiter (1926–1934, rozwód) i Irving Asher (1934–1985, jego śmierć).

## Wybrana filmografia
- 1929: Ostatnie ostrzeżenie
- 1929: Statek komediantów